# Armand de Mackau
Ange-Ferdinand-Armand, baron de Mackau, né le 29 novembre 1832 à Paris et mort le 6 mai 1918 au château de Vimer à Guerquesalles (Orne), est un homme politique français, monarchiste et boulangiste.

## Biographie
Il est le fils de l'amiral-baron Ange de Mackau (1788-1855), qui fut ministre de la Marine. Il épouse en 1858 Mathilde de Maison, petite-fille du maréchal Maison. 
Député de l'Orne de 1866 à 1918 (sauf entre 1870 et 1876). Il est également président du comice d'Argentan de 1879 jusqu'à sa mort et membre de la Société historique et archéologique de l'Orne. Il s'implique dans la campagne précédant le Plébiscite du 8 mai 1870.
Leader monarchiste de l'Union conservatrice, face à la chute du gouvernement Goblet, et à l'incapacité des républicains d'obtenir un gouvernement stable face à la division entre radicaux et opportunistes sur le général Georges Boulanger. Le 20 puis le 25 mai 1887, de Mackau se rend à l'Élysée pour y rencontrer le Président Jules Grévy et lui proposer un marché : le refus de Charles Floquet et de Boulanger mais le soutien à un ministère opportuniste avec la fin de l'anticléricalisme, la fin de la discrimination des catholiques dans les emplois publics et les faveurs ministérielles. L'accord est finalement accepté par les opportunistes le 27 et Maurice Rouvier devient chef du gouvernement avec les voix de la droite.
Il accepte l'alliance boulangiste en mars 1888 et représente le comte de Paris, malgré le peu d'autorité qu'il a sur ses partisans. Après l'échec du boulangisme, il perd la présidence de l'Union des droites et de tous ses postes chez les royalistes. Le 18 décembre, il forme la droite indépendante avec Paul de Cassagnac et les autre partisans du boulangisme. Il finit par rallier la République en adhérant à l'Action libérale de Jacques Piou.
Il préside le comité qui organise la vente du Bazar de la Charité en 1897 et dont l'incendie a fait le 4 mai plus de 120 victimes. C'est lui qui a loué le terrain où le hangar de la manifestation a pris feu.
D'après la presse de l'époque, rappelée dans l'émission d'André Gillois Soyez témoins du 2 mai 1956, le baron de Mackau s'en tirera en se frayant un passage à coups de canne à travers les victimes amassées devant la sortie.
Cependant, lors de l'audience du tribunal qui jugea des responsabilités lors de l'incendie du Bazar de la Charité, le  président indiqua « Vous avez sauvé plusieurs personnes, et certainement le nombre en est plus élevé que ce que vous avez fait connaître. » Il sera finalement condamné à une amende de 500 francs.

## Distinctions
- Chevalier de la Légion d'honneur (décret du 14 août 1866).

## Sources
1. ↑  Origine populisme, p. 214.
2. ↑  Origine populisme, p. 377.
3. ↑  Origine populisme, p. 642.
4. ↑  Origine populisme, p. 647-648.
5. ↑  « Tribunal Correctionnel - 8e chambre - Audience du 19 août 1897 - La catastrophe du Bazar de la Charité », La Croix,‎ 20 août 1897 (lire en ligne)
6. ↑  « Tribunaux - La catastrophe du Bazar de la charité », Le Matin,‎ 25 août 1897 (lire en ligne)

- [PDF] Biographies Assemblée nationale (1889-1940)
- « Armand de Mackau », dans Adolphe Robert et Gaston Cougny, Dictionnaire des parlementaires français, Edgar Bourloton, 1889-1891 [détail de l’édition]
- Bertrand Joly, Dictionnaire biographique et géographique du nationalisme français (1880-1900), H. Champion, 1998, p. 251.
- Éric Phélippeau, L'Invention de l'homme politique moderne. Mackau, l'Orne et la République. Socio-histoire, Paris, Belin, 2002, 367 p.
- « Le baron de Mackau, député », Bulletin de la Société historique et archéologique de l'Orne,‎ 1918, p. 180-181 (lire en ligne)
- Bertrand Joly, Aux origines du populisme : histoire du boulangisme, Paris, CNRS Éditions, 2022 (ISBN 978-2-271-13972-6).